# На дне (фильм, 1957)

Кадр из фильма

«На дне» (яп. どん底 дондзоко, «самое дно») — японский художественный фильм режиссёра Акиры Куросавы, экранизация пьесы Максима Горького «На дне», действие которой перенесено в Японию эпохи Эдо. Фильм вышел на экраны 17 сентября 1957 года.

## В ролях
| Актёр              | Персонаж                   | Параллель у Горького |
| ------------------ | -------------------------- | -------------------- |
| Тосиро Мифунэ      | Сутэкити, вор              | Васька Пепел         |
| Исудзу Ямада       | Осуги, хозяйка             | Василиса             |
| Кёко Кагава        | Окаё, сестра Осуги         | Наташа               |
| Гандзиро Накамура  | Рокубэй, муж Осуги         | Костылёв             |
| Минору Тиаки       | Тоносама, бывший самурай   | Барон                |
| Каматари Фудзивара | Актёр                      | Актёр                |
| Акэми Нэгиси       | Осэн, проститутка          | Настя                |
| Нидзико Киёкава    | Отаки, торговка сладостями | Квашня               |
| Кодзи Мицуи        | Ёсисабуро, игрок           | Сатин                |
| Эйдзиро Тоно       | Томэкити, лудильщик        | Клещ                 |
| Бокудзэн Хидари    | Кёхэй, странник            | Лука                 |
| Эйко Миёси         | Аса, больная жена Томэкити | Анна                 |
| Ю Фуюки            | Унокити, сапожник          | Алёшка               |

## Сюжет
Действие фильма происходит «на дне» в буквальном смысле: в лачуге, которую её хозяин сдаёт за гроши беднякам. Лачуга расположена на окраине города, на дне глубокого оврага, над которым стоит маленький храм. В первой сцене фильма два послушника из этого храма вываливают в овраг мусор, который летит на крышу лачуги.
Действующими лицами фильма являются обитатели лачуги и живущие тут же члены семьи её хозяина. В лачуге живут вор Сутэкити, шулер Ёсисабуро, жестянщик Томэкити с умирающей от простуды женой, проститутка Осэн, бывший актёр, бывший самурай Тоносама и другие. Сутэкити влюблён в Окаё, сестру хозяйки, и мечтает сбежать с ней. Хозяйка Осуги соблазняет его и пытается заставить убить своего мужа Рокубэя. Вор отказывается. Свидетелем их разговора оказывается странствующий священник Кёхэй, который исподволь или напрямую подталкивает каждого из обитателей лачуги как-то изменить свою жизнь. Однако все его усилия оказываются тщетны: нищие хотя и жалуются постоянно на свою жизнь, в то же время противятся всяким переменам. Практически каждый из них самозабвенно обманывает себя и остальных, выдавая желаемое за действительное: жестянщик считает, что когда его жена, наконец, умрёт, он вновь станет мастеровым, спившийся актёр мечтает вернуться на сцену, но не может вспомнить ни одной реплики, самурай выдумывает байки о древности своего рода, проститутка рассказывает о мужчинах, которые в неё страстно влюблены. Даже вор Сутэкити, самый сильный из всех, так и не может решиться и уйти вместе с Окаё. За всеми этими событиями с усмешкой наблюдает картёжник Ёсисабуро, который рассматривает происходящее в лачуге как забавный спектакль.

## Награды
- В 1958 году фильм получил три премии «Майнити» — за лучшую мужскую роль (Тосиро Мифунэ), лучшую мужскую роль второго плана (Кодзи Мицуи) и лучшую работу художника (Ёсиро Мураки).
- Картина была также удостоена премии «Голубая лента» за лучшую мужскую роль второго плана (Кодзи Мицуи).

## Отзывы
Замена реалий царской России на реалии феодальной Японии — практически единственная вольность, которую позволил себе Куросава при переработке пьесы; в остальном фильм почти везде дословно верен тексту первоисточника. По мнению Дональда Ричи, наиболее принципиальным новшеством постановки является следующая режиссёрская трактовка: Куросава поставил фильм не в трагической, а в гораздо более иронической интонации, придав социальной драме сатирический оттенок.